# Marc Rochester Sørensen
Marc Rochester Sørensen (født 13. december 1992) er en dansk fodboldspiller med engelske og jamaicanske rødder, som spiller for danske HB Køge.

## Karriere

### HB Køge (2009–2013)
Han fik i en alder af 18 år debut i Superligaen den 17. juli 2011, da han blev skiftet ind i det 63. minut i stedet for Martin Christensen i et 3-0-nederlag ude til AC Horsens.

### FC Vestsjælland
I juni 2013 skrev Rochester Sørensen under en treårig kontrakt med den nyoprykkede Superligaklub FC Vestsjælland.
Han fik sin debut for FC Vestsjælland i Superligaen den 18. august 2013, da han blev skiftet ind i det 71. minut i stedet for Jonas Thomsen i en 1-1-kamp mod Odense Boldklub. Han spillede 21 kampe i sin debutsæson i Superligaen for FC Vestsjælland, hvor det hverken blev til mål eller assist. Det første mål kom i Superligaen 2014-15s anden spillerunde den 25. juli 2014, da han scorede i det 50. minut til 3-0 i en 3-1-sejr hjemme over Odense Boldklub.

### HB Køge (2016–2017)
Den 13. februar 2016 skiftede Marc Rochester tilbage til HB Køge.

### Silkeborg IF
I slutningen af april 2017 blev det offentliggjort, at Rochester skiftede til Silkeborg IF fra sommeren 2017 og havde skrevet under på en treårig kontrakt.